# Ochyraea alpestris
Ochyraea alpestris là một loài Rêu trong họ Amblystegiaceae. Loài này được (Sw. ex Hedw.) Ignatov & Ignatova mô tả khoa học đầu tiên năm 2004.